# Camden (Misuri)
Camden es una ciudad ubicada en el condado de Ray en el estado estadounidense de Misuri. En el Censo de 2010 tenía una población de 191 habitantes y una densidad poblacional de 97,55 personas por km².

## Geografía
Camden se encuentra ubicada en las coordenadas 39°12′0″N 94°1′11″O / 39.20000, -94.01972. Según la Oficina del Censo de los Estados Unidos, Camden tiene una superficie total de 1.96 km², de la cual 1.96 km² corresponden a tierra firme y (0%) 0 km² es agua.

## Demografía
Según el censo de 2010, había 191 personas residiendo en Camden. La densidad de población era de 97,55 hab./km². De los 191 habitantes, Camden estaba compuesto por el 98.95% blancos, el 0% eran afroamericanos, el 0% eran amerindios, el 0% eran asiáticos, el 0% eran isleños del Pacífico, el 0% eran de otras razas y el 1.05% pertenecían a dos o más razas. Del total de la población el 0.52% eran hispanos o latinos de cualquier raza.